# 阮諴
阮諴（越南语：／；1882年—？年），越南阮朝官員。

## 生平
阮諴是廣治省肇豐府順昌縣安居總安居社（今屬廣治省肇豐縣）人，嗣德三十五年（1882年）出生。成泰十八年（1903年），參加承天場鄉試，考中舉人。維新四年（1910年），會試中格，庭試考中第三甲同進士出身。後任候補場承旨。保大初，任鴻臚寺卿，領都察院掌印。保大八年（1933年）正月，升授禮部佐理。